# Selección de fútbol de San Cristóbal y Nieves
La selección de fútbol de San Cristóbal y Nieves es el representativo nacional del país, controlada por la Asociación de Fútbol de San Cristóbal y Nieves.
El 20 de junio de 2023 se clasifica por primera vez a una Copa de Oro de la Concacaf, eliminando en la fase preliminar a la selección de Guayana Francesa, en penales.  
Nunca ha disputado una Copa Mundial de Fútbol, siendo su mayor logro la obtención del subcampeonato en la Copa del Caribe de 1997.

## Historia

### Inicios (1938-1990)
San Cristóbal y Nieves disputó su primer encuentro el 18 de agosto de 1938, ante Granada, partido que acabó en derrota 2:4. Tuvo que esperar el final de la década del '70 para jugar sus primeros Partidos de carácter oficial, con motivo de la II edición del extinto Campeonato de la CFU en 1979, midiéndose a doble partido ante Jamaica, los 3 y 17 de junio de 1979. Ambos duelos acabaron en derrotas por idéntico marcador de 2:1, sinónimo de eliminación. Tampoco conseguiría clasificarse a la fase final del Campeonato de la CFU de 1983, siendo eliminada esta vez por Martinica, que se impuso con un demoledor resultado global de 12:0.

### De 1990 a 2000
Eliminados en la fase preliminar de la Copa del Caribe entre 1989 y 1992, los Sugar Boyz consiguieron su primer logro en la edición de 1993, al alcanzar las semifinales del torneo, siendo eliminados en esa instancia por Martinica. En el partido por el tercer lugar fueron derrotados 3:2 por Trinidad y Tobago. Sin embargo, cuatro años más tarde, San Cristóbal y Nieves se hizo con el subcampeonato en la Copa del Caribe 1997, certamen que organizó conjuntamente con Antigua y Barbuda, del 4 al 13 de julio de 1997. Emparejada en el grupo B, junto con Trinidad y Tobago y Martinica, avanzó a semifinales como segunda de grupo, derrotando a Granada por 2:1 y colándose a la final donde sucumbió ante Trinidad y Tobago por 0:4. El 4 de octubre de 1997 definió con Cuba – subcampeona de la Copa del Caribe 1996 – el último boleto a la Copa de Oro de la Concacaf 1998. Al ser derrotada por 0:2, se desvaneció la posibilidad de disputar la justa continental. La década terminaría con una nueva participación en la Copa del Caribe 1999 aunque finalizó en el 8.º y último lugar de la fase de grupos.
San Cristóbal y Nieves participó por primera vez al torneo de clasificación al Mundial con motivo de las eliminatorias a Francia 1998. Después de beneficiarse con el retiro de Bahamas, superó a Santa Lucía por 5:1 en Basseterre, el 5 de mayo de 1996, partido histórico por ser el primero en eliminatorias al Mundial. Luego de imponerse 0:1 en Castries – eliminando definitivamente a Santa Lucía – cayó en la tercera ronda eliminatoria ante San Vicente y las Granadinas aunque esta última solo pudo avanzar merced a la regla del gol de visitante (0:0 en Kingstown y 2:2 en Basseterre).

### Años 2000
En las clasificatorias a Corea-Japón 2002, tras superar cómodamente a Islas Turcas y Caicos con un resultado global de 14:0, San Vicente y las Granadinas volvió a ser la verduga de los sancristobaleños, al imponerse tanto en Kingstown (1:0) como en Basseterre (1:2). Sin embargo la situación mejoraría en las eliminatorias rumbo a Alemania 2006, puesto que San Cristóbal y Nieves avanzó a la segunda fase (de grupos) después de dejar en el camino a Islas Vírgenes Estadounidenses y Barbados. Compartió el grupo 3 junto a las selecciones de México, Trinidad y Tobago y San Vicente y las Granadinas, pero como era de esperarse finalizó en el último lugar, con 6 derrotas en igual número de presentaciones. Fue justamente en esta eliminatoria donde conoció la peor derrota de su historia, el 8:0 que México le propinó en Monterrey, el 17 de noviembre de 2004. En la ronda preliminar a Sudáfrica 2010, no pudo repetir lo hecho cuatro años atrás y fue eliminada sin pena ni gloria por Belice, que se impuso con un resultado global de 4:2.
En la Copa del Caribe, los Sugar Boyz no repitieron los éxitos de los '90 y solo pudieron clasificarse a la fase final de la Copa del Caribe 2001, aunque no pasaron de la fase de grupos. No han vuelto a regresar a una fase final desde aquella edición.

### A partir de 2010
Clasificada directamente a la segunda ronda de las eliminatorias a Brasil 2014, San Cristóbal y Nieves estuvo encuadrada en el grupo D junto a sus pares de Canadá, Puerto Rico y Santa Lucía. Finalizó en el 3° lugar, con 7 puntos. Cabe destacar que solo fue derrotada por Canadá en Toronto (4:0), en la última jornada del grupo. En las eliminatorias a Rusia 2018, San Cristóbal y Nieves derrotó en la primera ronda por un abultado global de 12-4 a las islas Turcas y Caicos antes de caer en la segunda fase,a manos de El Salvador, por un resultado global de 6-3, no sin antes obtener como locales un buen empate de 2-2. En noviembre de 2015, jugó 2 amistosos contra equipos europeos, Andorra y Estonia, donde derrotó a Andorra por 0-1, pero fueron derrotados por Estonia por marcador de 3-0.

### Mejora de nivel de la selección (2015 - 2016)
En el año 2015, la selección de fútbol de San Cristóbal y Nieves empezó a mejorar su nivel, dejando de ser aquella selección débil para convertirse en una selección más competitiva. Esto se vio reflejado en la Copa del Caribe del 2016, donde tras sus victorias sobre Antigua y Barbuda, Surinam,y San Vicente y las Granadinas, San Cristóbal y Nieves logró su mayor registro en el Ranking FIFA de su historia, al obtener el puesto 77 en septiembre de 2016, pero tras sus derrotas ante Guayana Francesa por 0-1 y ante Haití por 0-2, no logró clasificar a la Copa de Oro de la Concacaf 2017.

## Últimos partidos y próximos encuentros
Actualizado al último partido jugado el 10 de junio de 2025
| Fecha      | Ciudad             | Local                 | Resultado | Visitante             | Competición                     |
| ---------- | ------------------ | --------------------- | --------- | --------------------- | ------------------------------- |
| 24-03-2024 | Serravalle         | San Marino            | 0:0       | S. Cristóbal y Nieves | Partido amistoso                |
| 06-06-2024 | San José           | Costa Rica            | 4:0       | S. Cristóbal y Nieves | Clasificación Copa Mundial 2026 |
| 11-06-2024 | Basseterre         | S. Cristóbal y Nieves | 1:0       | Bahamas               | Clasificación Copa Mundial 2026 |
| 07-09-2024 | George Town        | Islas Caimán          | 1:4       | S. Cristóbal y Nieves | Liga Naciones Concacaf 24/25    |
| 10-09-2024 | George Town        | I. Virg. Británicas   | 0:2       | S. Cristóbal y Nieves | Liga Naciones Concacaf 24/25    |
| 09-10-2024 | Basseterre         | S. Cristóbal y Nieves | 3:1       | I. Virg. Británicas   | Liga Naciones Concacaf 24/25    |
| 15-10-2024 | Basseterre         | S. Cristóbal y Nieves | 1:1       | Islas Caimán          | Liga Naciones Concacaf 24/25    |
| 14-11-2024 | Basseterre         | S. Cristóbal y Nieves | 2:1       | Cuba                  | Clasificación Copa Oro 2025     |
| 18-11-2024 | Santiago de Cuba   | Cuba                  | 4:0       | S. Cristóbal y Nieves | Clasificación Copa Oro 2025     |
| 20-05-2025 | Old Road Town      | S. Cristóbal y Nieves | 1:3       | San Vicente y Grnd.   | Partido amistoso                |
| 24-05-2025 | Quartier-d'Orleans | S. Cristóbal y Nieves | 4:2       | Anguila               | Partido amistoso                |
| 25-05-2025 | Quartier-d'Orleans | Saint-Martin          | 4:1       | S. Cristóbal y Nieves | Partido amistoso                |
| 25-05-2025 | Charlotte Parish   | San Vicente y Grnd.   | 3:0       | S. Cristóbal y Nieves | Partido amistoso                |
| 06-06-2025 | Puerto España      | Trinidad y Tobago     | 6:2       | S. Cristóbal y Nieves | Clasificación Copa Mundial 2026 |
| 10-06-2025 | Basseterre         | S. Cristóbal y Nieves | 2:3       | Granada               | Clasificación Copa Mundial 2026 |

## Jugadores

### Última convocatoria
Lista de 23 jugadores para disputar la Clasificación para la Copa de Oro de la Concacaf 2023.
| No. | Pos. | Jugador              | Fecha de nacimiento (edad)         | Apa. | Goles | Club                |
| --- | ---- | -------------------- | ---------------------------------- | ---- | ----- | ------------------- |
|     | POR  | Julani Archibald     | 18 de mayo de 1991 (34 años)       | 49   | 0     | Platense FC         |
|     | POR  | Jamal Jeffers        | 23 de marzo de 1993 (32 años)      | 13   | 0     | St. Paul's United   |
|     | POR  | Xander Parke         | 17 de noviembre de 2003 (21 años)  | 0    | 0     | Shrewsbury Town     |
|     |      |                      |                                    |      |       |                     |
|     | DEF  | Gerard Williams      | 4 de junio de 1988 (37 años)       | 77   | 2     | TRAU                |
|     | DEF  | Andre Burley         | 10 de septiembre de 1999 (25 años) | 9    | 0     | Oxford City         |
|     | DEF  | Raheem Hanley        | 24 de febrero de 1994 (31 años)    | 8    | 0     | Runcorn Linnets     |
|     | DEF  | Malique Roberts      | 1 de agosto de 2001 (23 años)      | 5    | 0     | Cayon Rockets       |
|     | DEF  | Jameel Ible          | 26 de noviembre de 1993 (31 años)  | 3    | 0     | Guiseley            |
|     | DEF  | Ezrick Nicholls      | 13 de septiembre de 1999 (25 años) | 1    | 0     | University of Tampa |
|     | DEF  | Dihjorn Simmonds     | 2 de noviembre de 1998 (26 años)   | 1    | 0     | Cayon Rockets       |
|     |      |                      |                                    |      |       |                     |
|     | MED  | Romaine Sawyers      | 2 de noviembre de 1991 (33 años)   | 33   | 6     | Cardiff City        |
|     | MED  | Yohannes Mitchum     | 6 de abril de 1998 (27 años)       | 26   | 1     | Newtown United      |
|     | MED  | Raheem Somersall     | 5 de julio de 1997 (27 años)       | 15   | 0     | North Carolina FC   |
|     | MED  | Tyquan Terrell       | 16 de abril de 1998 (27 años)      | 8    | 1     | St. Peter's         |
|     | MED  | Thomas Kevin         | 24 de octubre de 2000 (24 años)    | 14   | 9     | St Paul's United    |
|     | MED  | Ronaldo Belgrove     | 15 de septiembre de 1998 (26 años) | 0    | 0     | Miami City          |
|     |      |                      |                                    |      |       |                     |
|     | DEL  | Omari Sterling-James | 15 de septiembre de 1993 (31 años) | 17   | 4     | Ebbsfleet United    |
|     | DEL  | Carlos Bertie        | 10 de septiembre de 1995 (29 años) | 16   | 3     | Cayon Rockets       |
|     | DEL  | Rowan Liburd         | 28 de agosto de 1992 (32 años)     | 12   | 4     | Cheshunt            |
|     | DEL  | Tiquanny Williams    | 10 de septiembre de 2001 (23 años) | 5    | 1     | Old Road Jets       |
|     | DEL  | Jacob Hazel          | 15 de abril de 1994 (31 años)      | 3    | 0     | Darlington          |

## Entrenadores
- Carlos Cavagnaro (1988)[9]
- Alister Edwards (1996–1997)
- Ces Podd (1999–2001)[10]
- Clinton Percival (2001)
- Elvis Brown  (2002–2004)
- Lenny Lake (2004)
- Leonard Taylor (2008)
- Lester Morris (2008)[11]
- Lenny Lake (2008–2010)
- Clinton Percival (2010–2011)[12]
- Lester Morris (2012)[13]
- Jeffrey Hazel (2012–2015)[14][15][16]
- Jacques Passy (2015–2019)[17][18]
- Earl Jones (2019)
- Claudio Caimi (2019–2021)[19]
- Leonardo Neiva (2021)[20]
- Austin Huggins (2022-2024)[1]
- Francisco Molina (2024-presente)

## Uniforme

### Uniformes Titulares
| 2020 |

### Uniformes Alternativos
| 2020 |

### Uniformes Tercero
| 2020 |

## Estadísticas

### Copa Mundial FIFA
| Copa Mundial FIFA | Copa Mundial FIFA       | Copa Mundial FIFA       | Copa Mundial FIFA       | Copa Mundial FIFA       | Copa Mundial FIFA       | Copa Mundial FIFA       | Copa Mundial FIFA       |
| Año               | Ronda                   | J                       | G                       | E                       | P                       | GF                      | GC                      |
| ----------------- | ----------------------- | ----------------------- | ----------------------- | ----------------------- | ----------------------- | ----------------------- | ----------------------- |
| 1930 - 1938       | No existía la selección | No existía la selección | No existía la selección | No existía la selección | No existía la selección | No existía la selección | No existía la selección |
| 1994              | No clasificó            | No clasificó            | No clasificó            | No clasificó            | No clasificó            | No clasificó            | No clasificó            |
| 1998              | No clasificó            | No clasificó            | No clasificó            | No clasificó            | No clasificó            | No clasificó            | No clasificó            |
| 2002              | No clasificó            | No clasificó            | No clasificó            | No clasificó            | No clasificó            | No clasificó            | No clasificó            |
| 2006              | No clasificó            | No clasificó            | No clasificó            | No clasificó            | No clasificó            | No clasificó            | No clasificó            |
| 2010              | No clasificó            | No clasificó            | No clasificó            | No clasificó            | No clasificó            | No clasificó            | No clasificó            |
| 2014              | No clasificó            | No clasificó            | No clasificó            | No clasificó            | No clasificó            | No clasificó            | No clasificó            |
| 2018              | No clasificó            | No clasificó            | No clasificó            | No clasificó            | No clasificó            | No clasificó            | No clasificó            |
| 2022              | No clasificó            | No clasificó            | No clasificó            | No clasificó            | No clasificó            | No clasificó            | No clasificó            |
| 2026              | No clasificó            | No clasificó            | No clasificó            | No clasificó            | No clasificó            | No clasificó            | No clasificó            |
| 2030              | Por disputarse          | Por disputarse          | Por disputarse          | Por disputarse          | Por disputarse          | Por disputarse          | Por disputarse          |
| 2034              | Por disputarse          | Por disputarse          | Por disputarse          | Por disputarse          | Por disputarse          | Por disputarse          | Por disputarse          |
| Total             | 0/23                    | -                       | -                       | -                       | -                       | -                       | -                       |

### Copa de Oro de la Concacaf
| Copa de Oro de la Concacaf | Copa de Oro de la Concacaf | Copa de Oro de la Concacaf | Copa de Oro de la Concacaf | Copa de Oro de la Concacaf | Copa de Oro de la Concacaf | Copa de Oro de la Concacaf | Copa de Oro de la Concacaf |
| Año                        | Ronda                      | J                          | G                          | E                          | P                          | GF                         | GC                         |
| -------------------------- | -------------------------- | -------------------------- | -------------------------- | -------------------------- | -------------------------- | -------------------------- | -------------------------- |
| 1963 - 1989                | No participó               | No participó               | No participó               | No participó               | No participó               | No participó               | No participó               |
| 1991                       | No clasificó               | No clasificó               | No clasificó               | No clasificó               | No clasificó               | No clasificó               | No clasificó               |
| 1993                       | No clasificó               | No clasificó               | No clasificó               | No clasificó               | No clasificó               | No clasificó               | No clasificó               |
| 1996                       | No clasificó               | No clasificó               | No clasificó               | No clasificó               | No clasificó               | No clasificó               | No clasificó               |
| 1998                       | No clasificó               | No clasificó               | No clasificó               | No clasificó               | No clasificó               | No clasificó               | No clasificó               |
| 2000                       | No clasificó               | No clasificó               | No clasificó               | No clasificó               | No clasificó               | No clasificó               | No clasificó               |
| 2002                       | No clasificó               | No clasificó               | No clasificó               | No clasificó               | No clasificó               | No clasificó               | No clasificó               |
| 2003                       | No clasificó               | No clasificó               | No clasificó               | No clasificó               | No clasificó               | No clasificó               | No clasificó               |
| 2005                       | No clasificó               | No clasificó               | No clasificó               | No clasificó               | No clasificó               | No clasificó               | No clasificó               |
| 2007                       | No clasificó               | No clasificó               | No clasificó               | No clasificó               | No clasificó               | No clasificó               | No clasificó               |
| 2009                       | No clasificó               | No clasificó               | No clasificó               | No clasificó               | No clasificó               | No clasificó               | No clasificó               |
| 2011                       | No clasificó               | No clasificó               | No clasificó               | No clasificó               | No clasificó               | No clasificó               | No clasificó               |
| 2013                       | No clasificó               | No clasificó               | No clasificó               | No clasificó               | No clasificó               | No clasificó               | No clasificó               |
| 2015                       | No clasificó               | No clasificó               | No clasificó               | No clasificó               | No clasificó               | No clasificó               | No clasificó               |
| 2017                       | No clasificó               | No clasificó               | No clasificó               | No clasificó               | No clasificó               | No clasificó               | No clasificó               |
| 2019                       | No clasificó               | No clasificó               | No clasificó               | No clasificó               | No clasificó               | No clasificó               | No clasificó               |
| 2021                       | No clasificó               | No clasificó               | No clasificó               | No clasificó               | No clasificó               | No clasificó               | No clasificó               |
| 2023                       | Fase de grupos             | 3                          | 0                          | 0                          | 3                          | 0                          | 14                         |
| 2025                       | No clasificó               | No clasificó               | No clasificó               | No clasificó               | No clasificó               | No clasificó               | No clasificó               |
| Total                      | 1/28                       | 3                          | 0                          | 0                          | 3                          | 0                          | 14                         |

### Liga de Naciones de la Concacaf
| Liga de Naciones de la Concacaf | Liga de Naciones de la Concacaf | Liga de Naciones de la Concacaf | Liga de Naciones de la Concacaf | Liga de Naciones de la Concacaf | Liga de Naciones de la Concacaf | Liga de Naciones de la Concacaf | Liga de Naciones de la Concacaf | Liga de Naciones de la Concacaf | Liga de Naciones de la Concacaf |
| Año                             | L                               | G                               | Ronda                           | J                               | G                               | E                               | P                               | GF                              | GC                              |
| ------------------------------- | ------------------------------- | ------------------------------- | ------------------------------- | ------------------------------- | ------------------------------- | ------------------------------- | ------------------------------- | ------------------------------- | ------------------------------- |
| 2019-20                         | B                               | A                               | Cuarto lugar                    | 6                               | 1                               | 2                               | 3                               | 8                               | 8                               |
| 2022-23                         | C                               | B                               | Primer lugar                    | 4                               | 3                               | 1                               | 0                               | 9                               | 4                               |
| 2023-24                         | B                               | A                               | Cuarto lugar                    | 6                               | 1                               | 1                               | 4                               | 4                               | 12                              |
| 2024-25                         | C                               | C                               | Primer lugar                    | 4                               | 3                               | 1                               | 0                               | 10                              | 3                               |
| Total                           | Total                           | Total                           | 4/4                             | 20                              | 8                               | 5                               | 7                               | 31                              | 27                              |

### Copa del Caribe
| Copa del Caribe | Copa del Caribe | Copa del Caribe | Copa del Caribe | Copa del Caribe | Copa del Caribe | Copa del Caribe | Copa del Caribe |
| Año             | Ronda           | J               | G               | E               | P               | GF              | GC              |
| --------------- | --------------- | --------------- | --------------- | --------------- | --------------- | --------------- | --------------- |
| 1989            | No clasificó    | No clasificó    | No clasificó    | No clasificó    | No clasificó    | No clasificó    | No clasificó    |
| 1990            | No clasificó    | No clasificó    | No clasificó    | No clasificó    | No clasificó    | No clasificó    | No clasificó    |
| 1991            | No clasificó    | No clasificó    | No clasificó    | No clasificó    | No clasificó    | No clasificó    | No clasificó    |
| 1992            | No clasificó    | No clasificó    | No clasificó    | No clasificó    | No clasificó    | No clasificó    | No clasificó    |
| 1993            | Cuarto lugar    | 4               | 1               | 1               | 2               | 6               | 8               |
| 1994            | No clasificó    | No clasificó    | No clasificó    | No clasificó    | No clasificó    | No clasificó    | No clasificó    |
| 1995            | No clasificó    | No clasificó    | No clasificó    | No clasificó    | No clasificó    | No clasificó    | No clasificó    |
| 1996            | Fase de grupos  | 3               | 0               | 1               | 2               | 3               | 10              |
| 1997            | Subcampeón      | 4               | 2               | 0               | 2               | 4               | 8               |
| 1998            | No clasificó    | No clasificó    | No clasificó    | No clasificó    | No clasificó    | No clasificó    | No clasificó    |
| 1999            | Fase de grupos  | 3               | 0               | 0               | 3               | 0               | 9               |
| 2001            | Fase de grupos  | 3               | 1               | 1               | 1               | 7               | 8               |
| 2005            | No clasificó    | No clasificó    | No clasificó    | No clasificó    | No clasificó    | No clasificó    | No clasificó    |
| 2007            | No clasificó    | No clasificó    | No clasificó    | No clasificó    | No clasificó    | No clasificó    | No clasificó    |
| 2008            | No clasificó    | No clasificó    | No clasificó    | No clasificó    | No clasificó    | No clasificó    | No clasificó    |
| 2010            | No clasificó    | No clasificó    | No clasificó    | No clasificó    | No clasificó    | No clasificó    | No clasificó    |
| 2012            | No clasificó    | No clasificó    | No clasificó    | No clasificó    | No clasificó    | No clasificó    | No clasificó    |
| 2014            | No clasificó    | No clasificó    | No clasificó    | No clasificó    | No clasificó    | No clasificó    | No clasificó    |
| 2016            | No clasificó    | No clasificó    | No clasificó    | No clasificó    | No clasificó    | No clasificó    | No clasificó    |
| Total           | 5/19            | 17              | 4               | 3               | 10              | 20              | 43              |

## Récord ante otras selecciones
Actualizado al 10 de junio de 2025.
| Rival                                | PJ  | PG | PE | PP | GF  | GC  | DIF |
| ------------------------------------ | --- | -- | -- | -- | --- | --- | --- |
| Andorra                              | 2   | 1  | 0  | 1  | 1   | 1   | 0   |
| Anguila                              | 4   | 4  | 0  | 0  | 20  | 3   | +17 |
| Antigua y Barbuda                    | 21  | 8  | 5  | 8  | 33  | 29  | +4  |
| Armenia                              | 1   | 0  | 0  | 1  | 0   | 5   | –5  |
| Aruba                                | 4   | 4  | 0  | 0  | 11  | 3   | +8  |
| Bahamas                              | 2   | 2  | 0  | 0  | 5   | 0   | +5  |
| Barbados                             | 12  | 6  | 2  | 4  | 21  | 19  | +2  |
| Belice                               | 4   | 1  | 1  | 2  | 6   | 5   | +1  |
| Bermudas                             | 3   | 2  | 0  | 1  | 7   | 5   | +2  |
| Canadá                               | 3   | 0  | 1  | 2  | 0   | 5   | –5  |
| China Taipéi                         | 1   | 1  | 0  | 0  | 3   | 0   | +3  |
| Costa Rica                           | 1   | 0  | 0  | 1  | 0   | 4   | –4  |
| Cuba                                 | 5   | 1  | 1  | 3  | 3   | 10  | –7  |
| Curazao                              | 1   | 0  | 1  | 0  | 1   | 1   | 0   |
| Dominica                             | 5   | 3  | 0  | 2  | 11  | 6   | +5  |
| El Salvador                          | 4   | 0  | 1  | 3  | 3   | 12  | –9  |
| Estados Unidos                       | 1   | 0  | 0  | 1  | 0   | 6   | –6  |
| Estonia                              | 2   | 0  | 1  | 1  | 1   | 4   | –3  |
| Guayana Francesa                     | 8   | 2  | 3  | 3  | 8   | 12  | –4  |
| Georgia                              | 1   | 0  | 0  | 1  | 0   | 3   | –3  |
| Granada                              | 11  | 3  | 3  | 5  | 11  | 15  | –4  |
| Guadalupe                            | 7   | 3  | 0  | 4  | 10  | 12  | –2  |
| Guyana                               | 3   | 2  | 1  | 0  | 6   | 1   | +5  |
| Haití                                | 8   | 1  | 1  | 6  | 4   | 18  | –14 |
| India                                | 1   | 0  | 1  | 0  | 1   | 1   | 0   |
| Irlanda del Norte                    | 1   | 0  | 0  | 1  | 0   | 2   | –2  |
| Islas Caimán                         | 3   | 1  | 2  | 0  | 6   | 3   | +3  |
| Islas Turcas y Caicos                | 4   | 4  | 0  | 0  | 26  | 2   | +24 |
| Islas Vírgenes Británicas            | 8   | 7  | 1  | 0  | 26  | 2   | +24 |
| Islas Vírgenes de los Estados Unidos | 2   | 2  | 0  | 0  | 11  | 0   | +11 |
| Jamaica                              | 11  | 0  | 2  | 9  | 6   | 28  | –22 |
| Mauricio                             | 1   | 0  | 1  | 0  | 1   | 1   | 0   |
| Martinica                            | 7   | 2  | 1  | 4  | 9   | 19  | –10 |
| México                               | 2   | 0  | 0  | 2  | 0   | 13  | –13 |
| Montserrat                           | 4   | 4  | 0  | 0  | 29  | 2   | +27 |
| Nicaragua                            | 1   | 0  | 1  | 0  | 0   | 0   | 0   |
| Puerto Rico                          | 8   | 6  | 2  | 0  | 11  | 2   | +9  |
| República Dominicana                 | 3   | 1  | 1  | 1  | 5   | 5   | 0   |
| Santa Lucía                          | 13  | 6  | 4  | 3  | 19  | 13  | +6  |
| Saint-Martin                         | 7   | 5  | 1  | 1  | 25  | 8   | +17 |
| San Marino                           | 2   | 1  | 1  | 0  | 3   | 1   | +2  |
| San Vicente y las Granadinas         | 15  | 4  | 4  | 7  | 19  | 26  | –7  |
| Sint Maarten                         | 6   | 3  | 1  | 2  | 10  | 6   | +4  |
| Surinam                              | 4   | 2  | 1  | 1  | 6   | 3   | +3  |
| Trinidad y Tobago                    | 18  | 2  | 0  | 16 | 17  | 51  | –34 |
| Total                                | 235 | 94 | 45 | 96 | 395 | 367 | +28 |